# Movimiento 17 de Mayo
El Movimiento 17 de Mayo es un destacado movimiento nacional tamil de derechos civiles que lucha por la justicia por el genocidio Eelam Tamil y los derechos de los tamiles en Tamil Nadu.

## Historia
El Movimiento 17 de Mayo se formó en mayo de 2009 durante la guerra en Sri Lanka cuando miles de tamiles murieron. Fue fundado por el activista Thirumurugan Gandhi en 2009. Es un movimiento de nacionalismo tamil con sede en Tamil Nadu, trabaja para el pueblo tamil mundial y la aniquilación de castas. Este es el único movimiento activo que participa activamente en la denuncia de la controvertida política TFA (Acuerdo sobre Facilitación del Comercio) de la Organización Mundial del Comercio (OMC) aceptada y firmada por el Gobierno de la India.
El movimiento del 17 de mayo aboga constantemente por la liberación de Tamil Eelam, un estado separado de Eelam Tamils. También ha hablado en las sesiones de derechos humanos de Ginebra en las Naciones Unidas (ONU) desde 2015, en apoyo a las naciones sin estados, pueblos indígenas y comunidades que han enfrentado crímenes de guerra contra las fuerzas imperiales. Dirigida por Thirumurugan Gandhi, ha representado a la sociedad civil tamil en el Tribunal Permanente de los Pueblos para Sri Lanka en Bremen, Alemania, en 2013.
17 de mayo El movimiento coordina y reúne a todas las personas en la playa de Chennai Marina (Tamizhar Kadal) para llevar a cabo la Vigilia de la luz de las velas el tercer domingo del mes de mayo de cada año para conmemorar el genocidio Tamil Eezham de 2009. Cada año, líderes de varios partidos y pueblos de diversos grupos demográficos en tamilnadu se reúnen para este evento. Independientemente de sus diferencias políticas, todos los líderes participan y lloran por el genocidio ocurrido para los tamiles y unánimemente plantean la consigna de Liberación de Tamil Eezham como única solución, y reclaman el Referéndum de Eezham.

## Documental
El 17 de mayo, Movement lanzó un video documental llamado "* பாலைவனமாகும் காவிரி டெல்டா: மீத்தேன் (La desertificación de Cauvery Delta: Metano)" sobre el fracking en Tamil Nadu.